# مزراوة (مزراوة)
مزراوة هي إحدى مشيخات المملكة المغربية، تتبع جغرافيا لإقليم تاونات وإداريًا لمزراوة. يقدر عدد سكانها بـ 3018 نسمة حسب الإحصاء الرسمي للسكان والسكنى لسنة 2004.